# Nicky Lopez
Nicholas Lopez, detto Nicky (Naperville, 13 marzo 1995), è un giocatore di baseball statunitense naturalizzato italiano che gioca nel ruolo di interbase o seconda base per i Chicago Cubs della Major League Baseball (MLB).

## Biografia
Grazie alle origini della madre ha potuto rappresentare l'Italia al World Baseball Classic.

## Carriera

### Gli inizi
Frequentò la Naperville Central High School nella sua città natale nell'Illinois, poi giocò a baseball a livello collegiale presso la Creighton University.
Nel 2016 venne selezionato dai Kansas City Royals al quinto giro del draft MLB di quell'anno. Da lì iniziò il suo percorso attraverso le leghe minori, partendo dai Burlington Royals (classe Rookie) per poi proseguire tra Wilmington Blue Rocks (classe A-avanzata), Northwest Arkansas (classe Doppia-A), Northwest Arkansas Naturals (Doppio-A), Surprise Saguaros (Arizona Fall League), nuovamente Northwest Arkansas Naturals e infine Omaha Storm Chasers (Triplo-A).

### MLB
Dopo aver iniziato la stagione 2019 in Triplo-A con gli Omaha Storm Chasers, il 14 maggio Lopez venne promosso per la prima volta nel roster MLB dei Kansas City Royals. Fece il debutto la sera stessa, nella vittoria interna sui Texas Rangers. Da quel momento fino a fine anno giocò 103 incontri di regular season, nei quali viaggiò ad una media battuta di .240 con 2 fuoricampo e 30 punti battuti a casa. Nell'annata seguente batté .201 ed un fuoricampo in 56 partite, durante una stagione accorciata a causa della pandemia di COVID-19.
A seguito del precampionato 2021, avendo battuto .118 in 34 turni di battuta durante lo Spring Training, venne deciso che Lopez sarebbe tornato in Triplo-A agli Omaha Storm Chasers con Whit Merrifield ad assumere il ruolo di seconda base titolare. Tuttavia, l'infortunio occorso ad Adalberto Mondesí nell'ultima partita dello Spring Training indusse la dirigenza a richiamare Lopez, che iniziò così la stagione come interbase titolare, ruolo che poi mantenne anche in seguito. Chiuse il 2021 con 78 run, 43 punti battuti a casa, 22 basi rubate e una media battuta di .300 (statistica che lo rese il primo interbase titolare dei Royals a battere .300 o superiore in una stagione). Nel 2022 invece batté .227, con zero fuoricampo e 20 punti battuti a casa.